# Неотектоніка
Неотектоніка — розділ тектоніки, що вивчає найновіші (неогенові й антропогенові) рухи земної кори та геологічні структури, утворені рухами земних плит.
Неотектонічні рухи проявляються у вигляді вертикальних і горизонтальних переміщень гірських порід. Сумарні амплітуди вертикальних рухів змінюються на території України від +450 до -600 м на платформних ділянках та до +1500 і +2000 м — у гірських районах; горизонтальних — до 25 км і більше. Швидкість сучасних вертикальних рухів обчислюють у міліметрах на рік.
Більшість дослідників вважають, що вік рухів земної кори, які обумовили створення основних рис сучасного рельєфу Землі, пізньоценновий-четвертинний. Неотектонічні дослідження мають велике значення при пошуках корисних копалин, інженерних, геологічних роботах тощо.